# Якоби (остров)

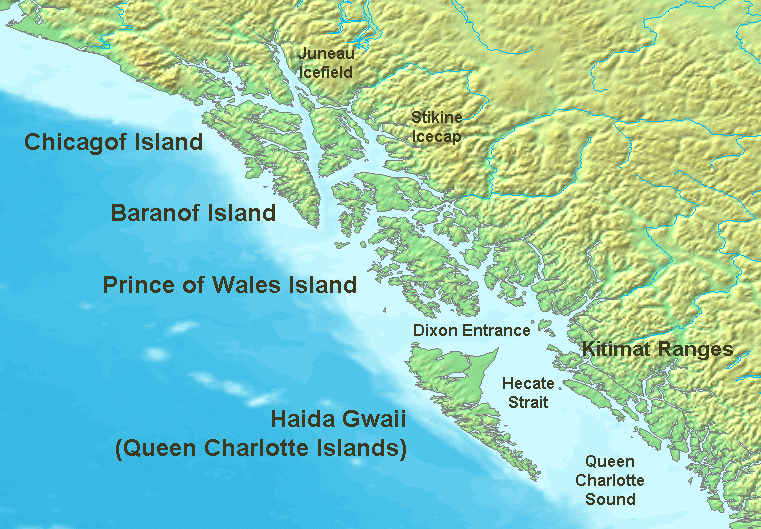

Якоби (англ. Yakobi Island) — остров в составе архипелага Александра, вблизи юго-восточного побережья штата Аляска, США.
Расположен к западу от острова Чичагова и отделён от него заливом Лисянского (на северо-востоке) и проливом Лисянского (на востоке и юго-востоке). Площадь острова составляет 213,3 км², что делает его 64-м крупнейшим островом США. Постоянного населения нет.
Остров был назван Лисянским в честь генерал-губернатора Иркутска Ивана Якоби в 1804 году. Тлингитское название острова — Takhanes.
У острова Якоби в июле 1741 года таинственным образом исчезли пятнадцать русских моряков, отправившихся к берегу на двух шлюпках и не вернувшихся на корабль  (пакетбот "Св Павел", капитан Алексей Ильич Чириков).